# Sandi Morris
Sandi Morris (Downers Grove, 8 luglio 1992) è un'astista statunitense, medaglia d'argento ai Giochi olimpici di Rio de Janeiro 2016.

## Record nazionali
- Salto con l'asta: 5,00 m ( Bruxelles, 9 settembre 2016)

## Progressione

### Salto con l'asta
| Stagione | Misura | Luogo          | Data      | Rank. Mond. |
| -------- | ------ | -------------- | --------- | ----------- |
| 2016     | 5,00 m | Bruxelles      | 9-9-2016  | 1ª          |
| 2015     | 4,76 m | Heusden-Zolder | 18-7-2015 | 6ª          |
| 2014     | 4,55 m | Sacramento     | 27-6-2014 | 14ª         |
| 2012     | 4,15 m | Des Moines     | 6-6-2012  | 151ª        |
| 2011     | 4,30 m | Durham         | 8-4-2011  | 68ª         |
| 2010     | 4,05 m | Sacramento     | 30-7-2010 | 167ª        |
| 2009     | 3,81 m | Atlanta        | 30-5-2009 | 415ª        |

### Salto con l'asta indoor
| Stagione | Misura | Luogo        | Data      | Rank. Mond. |
| -------- | ------ | ------------ | --------- | ----------- |
| 2016     | 4,95 m | Portland     | 12-3-2016 | 2ª          |
| 2015     | 4,66 m | Lexington    | 27-2-2015 | 10ª         |
| 2014     | 4,51 m | Albuquerque  | 23-2-2014 | 26ª         |
| 2013     | 4,43 m | Fayetteville | 1-3-2013  | 32ª         |
| 2012     | 4,23 m | Chapel Hill  | 18-2-2012 | 92ª         |
| 2011     | 4,22 m | Chaple Hill  | 11-2-2011 | 76ª         |

## Palmarès
| Anno | Manifestazione   | Sede           | Evento           | Risultato | Prestazione | Note                                                  |
| ---- | ---------------- | -------------- | ---------------- | --------- | ----------- | ----------------------------------------------------- |
| 2011 | Panamericani U20 | Miramar        | Salto con l'asta | Argento   | 4,05 m      |                                                       |
| 2014 | Campionati NACAC | Kamloops       | Salto con l'asta | Oro       | 4,40 m      | Record dei campionati                                 |
| 2015 | Mondiali         | Pechino        | Salto con l'asta | 4ª        | 4,70 m      |                                                       |
| 2016 | Mondiali indoor  | Portland       | Salto con l'asta | Argento   | 4,85 m      |                                                       |
| 2016 | Giochi olimpici  | Rio de Janeiro | Salto con l'asta | Argento   | 4,85 m      |                                                       |
| 2017 | Mondiali         | Londra         | Salto con l'asta | Argento   | 4,75 m      |                                                       |
| 2018 | Mondiali indoor  | Birmingham     | Salto con l'asta | Oro       | 4,95 m      | Record dei campionati · Miglior prestazione personale |
| 2018 | Campionati NACAC | Toronto        | Salto con l'asta | Bronzo    | 4,65 m      |                                                       |
| 2019 | Mondiali         | Doha           | Salto con l'asta | Argento   | 4,90 m      | Miglior prestazione personale stagionale              |
| 2021 | Giochi olimpici  | Tokyo          | Salto con l'asta | 16ª (q)   | 4,40 m      |                                                       |
| 2022 | Mondiali indoor  | Belgrado       | Salto con l'asta | Oro       | 4,80 m      | Miglior prestazione personale stagionale              |
| 2022 | Mondiali         | Eugene         | Salto con l'asta | Argento   | 4,85 m      | Miglior prestazione mondiale stagionale               |
| 2023 | Mondiali         | Budapest       | Salto con l'asta | 7ª        | 4,65 m      |                                                       |
| 2024 | Mondiali indoor  | Glasgow        | Salto con l'asta | 5ª        | 4,65 m      |                                                       |